# Восток (Иглинский район)
Восток (баш. Восток) — исчезнувший посёлок в Иглинском районе Башкортостана, входил в состав Ауструмского сельсовета. Упразднён в 2005 г.

## Географическое положение
Находится на правом берегу реки Буендат.
Расстояние до:
- центра сельсовета (Ауструм): 2,5 км.

Расстояние до (на 1 января 1969):
- районного центра (Иглино): 32 км,
- центра Новиковского сельсовета (Симское): 6 км,
- ближайшей ж/д станции (Тавтиманово): 14 км.

## История
Основан в 1924 году. С 1930-х отделение колхоза «Бривайс-Арайс» (центральная усадьба в селе Ауструм). С 1953 г. отделение укрупненного колхоза «Заветы Ильича», а с 1960 г. одноимённого совхоза.
На 1 января 1969 года входил в Новиковский сельсовет.
Упразднён в 2005 г.

## Население
На 1 января 1969 года проживали 91 человек; преимущественно русские.
Население на 1 января 2002 года составляло 0 человек.